# 赵玉龙
赵玉龙，西安交通大学机械制造系统工程国家重点实验室副主任、教授。入选中华人民共和国教育部2008年度"长江学者"特聘教授、中国国家“百千万人才工程”。曾主持863计划重点课题。